# Federica De Denaro
Federica De Denaro (Roma, 23 giugno 1972) è una giornalista e conduttrice televisiva italiana.

## Biografia
Nata a Roma il 23 giugno 1972, sul punto di iscriversi alla facoltà di lettere, opta all'ultimo minuto per la facoltà di sociologia dell'Università degli Studi di Roma "La Sapienza", dove si laurea con una tesi di cui Maurizio Costanzo è correlatore. Nel 2000, iscritta presso l'ordine dei giornalisti del Lazio, diventa giornalista professionista, dopo aver esordito poco prima in televisione lavorando per il programma di Michele Santoro Moby Dick, nel 1999 su Italia 1. Successivamente passa in Rai e, dalla politica, passa ad argomenti di cronaca e costume, diventando una delle principali inviate de La vita in diretta, contenitore pomeridiano di Rai 1.
Mantenendo per 10 anni il ruolo di inviata, nel corso della sua attività a La vita in diretta cura una rubrica di cucina, prevalentemente basata su ricette semplici e alla portata di tutti; sul tema della cucina scrive anche dei libri, pubblicati con RAI ERI: La mia cucina in diretta (2012) e Ricette d'amore (2015). Inoltre, sempre su Rai 1 ha preso parte a programmi come il docu-reality L'Italia che non sai, a cui partecipa nel 2012, e Linea verde, dove nel 2016 debutta come conduttrice affiancando Chiara Giallonardo e Marcello Masi nello spin-off L'agricoltura in città. L'anno seguente presenta Linea verde estate insieme a Federico Quaranta e Giuseppe Calabrese, con cui ritorna sul piccolo schermo anche nel 2018 per Linea verde non va in ferie.
Nel 2020 lavora ad un nuovo spin-off di Linea verde, L'Italia non finisce mai, incentrata sulla gastronomia italiana, mentre dal 6 giugno al 9 settembre 2022 fa parte del cast fisso di Camper, programma condotto da Tinto e Roberta Morise, che vanno in giro per l'Italia, accompagnati al volante da Elisa Silvestrin. In particolare, cura la rubrica Nella Vecchia Trattoria, una competizione culinaria tra le regioni d'Italia.
Da settembre 2023 conduce la nuova edizione di Ribelli, dove succede ad Emma D'Aquino nel raccontare la vita delle persone che nella loro vita hanno lasciato un segno grazie al loro talento, alla loro forza e al loro coraggio.

### Vita privata
Sposata da anni con Giovanni Filippetto, nato nel 1964, che ha firmato tanti film e miniserie Rai, ha due figlie adolescenti: Viola e Bianca.

## Televisione
- Moby Dick (Italia 1, 1999)
- La vita in diretta (Rai 1, 2000-2010)
- L'Italia che non sai (Rai 1, 2012)
- Linea verde - L'agricoltura in città (Rai 1, 2016-2017)
- Linea verde va in città (Rai 1, 2017-2018)
- Linea verde estate (Rai 1, 2017-2019)
- Linea verde Life (Rai 1, 2018-2023)
- Linea verde non va in ferie (Rai 1, 2018)
- L'Italia non finisce mai (Rai 1, 2020)
- Camper (Rai 1, 2022)
- Ribelli (Rai 3, 2023)